# Serapeu de Alexandria
O Serapeu de Alexandria, no Egito Ptolemaico, era um templo construído por Ptolomeu III (r. 246–222 a.C.) e dedicado a Serápis, protetor de Alexandria. Em todos os relatos que nos chegaram, o Serapeu era o maior e o mais belo de todos os templos do quarteirão grego da cidade. Além da imagem do deus, o recinto do templo abrigava uma parte da coleção da grande Biblioteca de Alexandria. O geógrafo Estrabão conta que ele ficava na zona oeste da cidade e atualmente nada resta dele acima da terra.
| “ | O Serapeu, esplêndido a ponto de as palavras apenas lhe diminuírem a beleza, tem espaços salas flanqueadas por colunas cheias com tantas estátuas que parecem vivas e uma multitude de outras obras de arte que nada, com exceção do Capitólio, que atesta a venerável eternidade de Roma, pode ser considerado tão ambicioso no mundo inteiro. | ” |
|   | — Amiano Marcelino, Res Gestae, XXII, 16. |   |

Escavações no local onde está a Coluna de Diocleciano, em 1944, revelaram os depósitos fundacionais do Serapeu, dois conjuntos de dez placas, de ouro, prata, bronze, faiança, lama seca ao sol do Nilo e mais cinco de vidro opaco. A inscrição dedicatória de Ptolomeu III, em língua grega e em hieróglifos, está em todas elas; evidências sugerem que Parmenisco foi nomeado arquiteto principal. Os depósitos de um templo dedicado a Harpócrates, do reinado de Ptolomeu IV, também foi encontrado dentro do perímetro demarcado pelos muros.
As galerias subterrâneas abaixo do templo eram provavelmente o local onde se realizavam os mistérios de Serápis. Em 1895, uma estátua de diorito negro representando Serápis em sua encarnação como o touro Ápis, com o disco do sol entre seus chifres, foi encontrada no local e uma inscrição indica ser da época do imperador Adriano (r. 117–138)

## O templo e a sua história
Ptolomeu I Sóter mandou construir o primeiro templo consagrado a Serápis. Parece que era uma edificação simples e modesta. Ptolomeu foi o introdutor do culto a esse deus. Ptolemeu III ampliou-o, ao mesmo tempo que mandava construir a Biblioteca de Alexandria. A partir do imperador romano Cláudio (imperador de 41 d.C. a 54 d.C.), o templo foi evoluindo e tomando dimensões de grande santuário, até atingir os 185 por 92 metros. Dessa maneira, a acrópole alexandrina ia embelezando-se com uma série de edifícios: além do templo e biblioteca citados, acrescentaram-se o templo de Anúbis, o de Ísis, a necrópole dos animais sagrados, os obeliscos de Seti I e a grande coluna de Serápis, que ainda ficava em pé no século III.
Cem degraus permitiam o aceso para o local sagrado, onde era colocada a monumental estátua de Serápis. O exterior era recoberto de mármore, e as paredes interiores de metais preciosos.
Sendo imperador de Roma Trajano (98–117) houve em Alexandria uma revolução de judeus e o templo foi destruído. Mais tarde, foi reconstruída à época  do imperador Adriano (117–138). Adriano mandou esculpir a grande estátua do boi Ápis, que hoje se encontra no Museu Greco-romano.

#### Destruição do Serapeu de Alexandria
O Serapeu de Alexandria foi destruído por uma multidão de cristãos ou por soldados romanos em 391 (há disputa sobre a data). Diversos relatos divergentes entre si sobre o contexto da destruição ainda existem.
De acordo com fontes cristãs muito antigas, o bispo Teófilo de Alexandria era o patriarca niceno de Alexandria quando os decretos de Teodósio I proibiram toda observância de quaisquer outros ritos que não os cristãos. O imperador já havia antes proibido as festas sagradas de outras religiões em dias úteis, proibido sacrifícios públicos, fechado templos e sido conivente com atos de violência de cristãos contra os maiores locais de culto de outras religiões. O decreto promulgado em 391 — "ninguém deve ir aos santuários, [nem] caminhar entre os templos" — resultou no abandono de muitos templos por todo o império, o que abriu o caminho para a prática amplamente disseminada de transformar os edifícios ou os locais em igrejas.
Em Alexandria, Teófilo conseguiu autorização legal para transformar à força um desses templos abandonados, dedicado a Dioniso, para transformá-lo em igreja. Durante a obra, o conteúdo das passagens subterrâneas ("cavernas secretas" nas fontes cristãs) foi descoberto e profanado, o que, conta-se, incitou uma multidão de pagãos a buscarem vingança. Os cristãos retaliaram e Teófilo recuou, forçando os pagãos a se fecharem no Serapeu, que ainda era o mais imponente de todos os santuários remanescentes na cidade, fortificando as entradas e levando consigo alguns reféns cristãos.
Essas mesmas fontes relatam que os cativos teriam sido forçados a oferecer sacrifícios para as divindades proscritas e que os que se recusaram teriam sido torturados e atirados nas cavernas que teriam sido construídas para rituais de sangue. Ao mesmo tempo, os pagãos presos vandalizaram o Serapeu.
Uma carta foi enviada por Teodósio a Teófilo pedindo-lhe que concedesse o perdão aos pagãos e que destruísse todas as imagens pagãs, sugerindo que elas teriam sido a origem de toda a comoção. Consequentemente, o Serapeu foi arrasado, juntamente com o templo do deus egípcio Canopo, pelos soldados e por monges chamados de seus mosteiros no deserto. A onda de destruição varreu todo o Egito nas semanas seguintes.
Uma outra versão, ligeiramente diferente, desse relato começa com o bispo Teófilo fechando um Mitreu e não o templo de Dioniso, mas os detalhes da profanação e da insinuação de sacrifícios humanos que se seguem concordam substancialmente.
Um terceiro relato do incidente aparece na obra de Eunápio, um historiador pagão neoplatônico. Nele, uma multidão cristã conseguiu, utilizando táticas militares, destruir o Serapeu e roubar o que sobreviveu ao ataque em si. De acordo com ele, os restos de criminosos e escravos, que ocupavam o Serapeu na ocasião do ataque, foram tomados pelos pagãos e colocados em seus templos que ainda restavam para serem venerados como mártires.
Seja qual for a causa ou as circunstâncias exatas, a destruição do Serapeu, descrita também pelos escritores cristãos Tirânio Rufino e Sozomeno, foi o mais espetacular dos conflitos desse tipo segundo o historiador Peter Brown. Diversos outros escritores, modernos e antigos, ao invés disso, interpretaram a destruição do Serapeu de Alexandria como uma representação do triunfo do cristianismo e um exemplo da atitude dos cristãos para com os pagãos. Porém, Brown emoldura a história num contexto anterior, de frequente violência da multidão cristã que já vinha sendo enfrentada desde o século I a.C. por judeus e gregos na cidade. Eusébio de Cesareia menciona batalhas campais nas ruas de Alexandria entre cristãos e não-cristãos já em 249 a.C. Há evidências ainda de que os não-cristãos tiveram parte nas lutas que dividiram a cidade entre os partidários e adversários de Atanásio em 341 e em 356. Relatos similares estão nas obras de Sócrates de Constantinopla. R. McMullan lembra ainda que, em 363, quase trinta anos antes, o bispo Jorge foi morto por seus repetidos atos de insulto e pilhagens contra os mais sagrados tesouros da cidade.
O Serapeu de Alexandria não foi reconstruído.

Sobre este período, o bispo de Alexandria, para quem o templo de Dioniso tinha sido, a seu próprio pedido, concedido pelo imperador, converteu o edifício numa igreja. As estátuas foram removidas, e as 'adyta' foram expostas; e, para injuriar os mistérios pagãos, ele fez uma procissão para mostrar estes objetos; os falos e quaisquer outros objetos que estavam escondidos nas 'adyta', que eram, ou pareciam ser, ridículos, foram expostos ao público.
Os pagãos, impressionados com esta exposição inesperada, não conseguiram sofrer em silêncio e conspiraram juntos para atacar os cristãos. Eles mataram muitos cristãos, feriram outros e tomaram o Serapeu, um templo que era famoso por sua beleza e imensidão e que ficava no alto de uma elevação. Eles o converteram numa cidadela temporária; e para lá levaram muitos cristãos, torturando-os para compeli-los a oferecer sacrifício. Os que se recusavam eram crucificados, tinhas as pernas quebradas ou eram executados de alguma outra forma cruel. Quando esta sedição já durava algum tempo, os governantes apareceram e urgiram ao povo que se lembrassem das leis, que largassem as armas e que desistissem do Serapeu. Então veio Romano, o general das legiões do Egito; e Evágrio, o prefeito de Alexandria.
Porém, conforme seus esforços para submeter a população foram totalmente em vão, eles notificaram a situação para o imperador. Os que haviam se fechado no Serapeu se preparam para resistir, com medo da punição que os aguardaria por seus atos audaciosos e ele foram ainda mais instigados à revolta pelos discursos inflamatórios de um homem chamado Olímpio, vestido como filósofo, que contou-lhes que eles deveriam morrer antes de negligenciar os deuses de seus pais. Percebendo que eles estavam muito desanimados pela destruição das estátuas idólatras, os assegurou que esta circunstância não era motivo para que renunciassem à sua religião; pois que as estátuas eram compostas de materiais corruptíveis, eram meras imagens, e portanto desapareceriam; enquanto que os poderes que habitavam nelas haviam fluído para o céu. Com representações como esta, ele conseguiu manter a multidão consigo no Serapeu.
Quando o imperador foi informado do que se passava, declarou que os cristãos que haviam sido assassinados eram abençoados, pois haviam sido admitidos na honra do martírio e haviam sofrido na defesa da fé. Ele ofereceu o perdão para todos os que os haviam assassinado, esperando que, com este ato de clemência, os revoltosos ficariam mais dispostos a abraçar o cristianismo; e ordenou a destruição dos templos de Alexandria que haviam sido a causa da sedição popular.
Diz-se que, quando este édito imperial foi lido em público, os cristãos gritaram alto de alegria, pois o imperador havia colocado a culpa do ocorrido nos pagãos. Os que estavam guardando o Serapeu ficaram tão aterrorizados com os gritos que fugiram e os cristãos imediatamente tomaram posse do local, que eles mantém desde então.
(...)

Um dos soldados, melhor protegido pela fé que por sua arma, tomou um machado duplo, se ajeitou e, como toda sua força, atingiu a mandíbula da velha estátua. Atingindo a madeira comida por vermes, escurecida pela fumaça dos sacrifícios, muitas vezes depois, ele a destruiu, pedaço por pedaço; e cada um deles foi levado para o fogo que outro já havia iniciado, no qual a madeira seca desapareceu em chamas. A cabeça caiu, depois os pés foram cortados e finalmente os braços foram arrancados do torso com cordas. E assim foi que, um pedaço por vez, o senil bufão foi queimado bem em frente à sua adoradora, Alexandria. O torso, que ainda estava intacto, foi queimado no anfiteatro, num ato final de injúria.
(...)
Um tijolo por vez, o edifícios foi desmantelado pelos justos em nome de Nosso Senhor: as colunas foram quebradas, as paredes, derrubadas. O ouro, os tecidos e os preciosos mármores foram removidos de suas profanas pedras imbuídas pelo diabo.
(...)